# 格劳登茨级小巡洋舰
格劳登茨级小巡洋舰（德語：Graudenz-Klasse）是德意志帝国海军于1910年代建造的两艘小巡洋舰的船级。该船级由首舰格劳登茨号和末舰雷根斯堡号所共同组成。这两艘舰均于1912年架设龙骨，并分别于1913年10月和1914年4月下水，至1914年8月和1915年1月入役。它们的主舰炮为十二门105毫米炮，但在后续又替换为七门更强大的150毫米炮。舰只的满载排水量为6382吨，额定最高速度为27.5节。
两艘同级舰在第一次世界大战期间都得到了广泛的运用，主要是在公海舰队的侦察部队中服役。它们参加了几次针对英国海岸的作战行动，负责为第一侦察集群的战列巡洋舰作屏护。雷根斯堡号于日德兰海战中经历了激烈的战斗，这是战争中最大规模的海战；格劳登茨号则因触雷受损、需要在船坞进行维修而错过了这场战役。在战争临近结束时，两艘舰都参与了威廉港兵变。随着德国战败，格劳登茨号被割让予意大利，并以“安科纳号”（Ancona）之名服役至1937年，然后拆解报废。雷根斯堡号则移交法国，更名为“斯特拉斯堡号”（Strasbourg）后服役至1936年，然后被改造为宿营船。它最终在洛里昂被凿沉，以保护那里的德国潜艇修藏坞。

## 设计
格劳登茨级是卡尔斯鲁厄级小巡洋舰的后续船级。这两个船级的舰只在尺寸、速度、武器配置和装甲保护方面都几近相同。格劳登茨级在推进系统中同样采用了十台燃煤和两台燃油水管锅炉，但仅安装在四个锅炉舱内。而以往的卡尔斯鲁厄级和马格德堡级则设有五个锅炉舱。通过这一节省，舰只得以重回三烟囱布局。从外观上看，这也是该船级与此前两个船级间的唯一区别。

### 整体特征及机械装置

雷根斯堡号构造图

格劳登茨级舰只的水线长度和全长分别为139（456英尺0英寸）和142.7（468英尺2英寸），有13.8（45英尺3英寸）的舷宽，以及5.75（18英尺10英寸）的前吃水和6.08（19英尺11英寸）的后吃水。它们的设计排水量为4,912公噸（4,834長噸），满载排水量则可达6,382公噸（6,281長噸）。船体采用纵向钢框架构造，设有十七个水密舱室和一个占龙骨长度比重为47%的双层船底。
格劳登茨级舰只的标准船员编制为21名军官和364名水兵。它们还配备有一些小型舰载艇，其中包括1艘哨艇、1艘驳船、1艘独桅纵帆船、2艘高低桅帆船和2艘小划艇。德国海军将这些舰只视为良好的远洋船具。它们稍微受到上风舵的影响并在涌浪时有温和的位移。舰只机动灵活，但入弯迟缓。转向由单台大型舵机控制。它们在逆浪中的速度损失较小，但在满舵时的降速则高达60%。舰只的横向稳心高度为0.79米（2英尺7英寸）。
格劳登茨级舰只的推进系统由两台船用蒸汽轮机组成，各负责驱动一副直径为3.50（11英尺6英寸）的三叶螺旋桨。每台涡轮机都有独立的轮机舱。它们的额定功率为26,000匹軸馬力（19,388千瓦特）。蒸汽由十台燃煤水管锅炉和两台燃油双头水管锅炉供应，它们被集成至中心线上的四个锅炉舱内。这使得舰只的最高速度可达27.5節（50.9每小時）。两艘同级舰所设计的燃煤和燃油贮存量分别为1,280公噸（1,260長噸）和375公噸（369長噸），允许它们以12節（22每小時）的速度续航5,500海里（10,200）。若将速度提升至25節（46每小時），则航程范围会大幅下降至1,000海里（1,900）。每艘舰只各有两台涡轮发电机和一台柴油发电机，总输出功率为260千瓦特（350匹馬力），输出电压为220伏特。

### 武器及装甲
格劳登茨级舰只配备有十二门单座安装的105毫米45倍径速射炮。其中两门并排布置在艏艛前方，八门设于舰舯、每边各四门，以及两门以背负式成对布置在舰艉。炮管的仰角可提升至30°，使其可以瞄准最高达12,700（13,900碼）开外的目标。它们此后又被七门150毫米45倍径速射炮和两门88毫米45倍径速射炮所替代，其中格劳登茨号是于1916年、雷根斯堡号于1907年完成改造。此外，它们还标配搭载有两具500（19.7英寸）鱼雷管和五枚鱼雷，均浸没舷侧的船体内。在进行武器升级期间，格劳登茨号加装了两具甲板鱼雷发射器；而雷根斯堡号则将浸没式鱼雷管全数移除，并安装了四具甲板发射器。两艘同级舰也可携带120枚水雷。
格劳登茨级舰只受到水线装甲带的保护；这条装甲带在舰舯的厚度为60（2.4英寸），至舰艏处弱化为18（0.71英寸）。舰艉则不设装甲。甲板前侧由60毫米厚的装甲覆盖，舯部为40（1.6英寸）厚，艉部厚度则为20（0.79英寸）。40毫米厚的斜面装甲与甲板和水线装甲带相连。司令塔的侧部有100（3.9英寸）厚、顶部为20毫米厚。测距机还额外增加了30（1.2英寸）厚的钢板。主炮则配备有厚度为50（2.0英寸）的炮挡。

## 同级舰
| 舰只       | 造船厂         | 命名来源 | 架设日期 | 下水日期       | 入役日期      | 结局                                   |
| ---------- | -------------- | -------- | -------- | -------------- | ------------- | -------------------------------------- |
| 格劳登茨号 | 基尔帝国船厂   | 格劳登茨 | 1912年   | 1913年10月25日 | 1914年8月10日 | 一战后割让予意大利，至1930年代拆解报废 |
| 雷根斯堡号 | 不来梅威悉船厂 | 雷根斯堡 | 1912年   | 1914年4月25日  | 1915年1月3日  | 一战后割让予法国，至1944年凿沉于洛里昂 |

## 服役历史

### 格劳登茨号
格劳登茨号在第一次世界大战期间得到了广泛的运用，其中包括在1914年12月的突袭斯卡布罗、哈特尔浦及惠特比期间，组成第一侦察集群战列巡洋舰的侦察屏护部队。舰只同样参加了1915年1月的多格滩海战和1915年8月的里加湾海战。1916年5月，它不慎触雷受损，以至于无法出席日德兰海战。它于1918年10月，即战争结束前几周被派往执行公海舰队的最终决战计划，但一场大规模的兵变迫使该计划被取消。战争结束后，格劳登茨号作为战利舰被割让予意大利，并以“安科纳号”（Ancona）之名投入意大利皇家海军服役；它被一直运用至1937年，继而除籍并拆解报废。

### 雷根斯堡号
雷根斯堡号在第一次世界大战期间曾服役于公海舰队的侦察部队。它于1916年5月31日至6月1日爆发的日德兰海战中经历了激烈的战斗，并在那里担任鱼雷艇区舰队的向导舰，负责为第一侦察集群的战列巡洋舰提供屏护。与姊妹舰格劳登茨号一样，雷根斯堡号在战争临近结束前受命执行最终决战计划，并参与了导致计划被取消的兵变。战争结束后，它于1920年被移交至法国，并更名为“斯特拉斯堡号”（Strasbourg）。1928年，舰只参加了搜寻意大利号飞艇的北极救援行动。自1936年退役后，它一直在洛里昂被用作宿营船，直至1944年被德国人占领并凿沉于港湾，以保护那里的U型潜艇修藏坞。